# La Chapelle-Basse-Mer
La Chapelle-Basse-Mer är en kommun i departementet Loire-Atlantique i regionen Pays de la Loire i nordvästra Frankrike. Kommunen ligger i kantonen Le Loroux-Bottereau som tillhör arrondissementet Nantes. År 2018 hade La Chapelle-Basse-Mer 5 601 invånare.

## Befolkningsutveckling
Antalet invånare i kommunen La Chapelle-Basse-Mer
| Referens: INSEE |